# Sämskgarvning
Sämskgarvning eller fettgarvning är en är form av aldehydgarvning vid behandling av djurhudar för läder- och skinnframställning.
Processen innebär att tran mekaniskt arbetas in i lädret. Då tranet oxideras bildas akrolein, som är den garvande substansen. Fettgarvningen var tidigare den vanligaste tekniken för framställning av sämskskinn och andra mjukare skinnsorter men förekommer inte längre idag.